# Liste des cardinaux créés par Benoît XIII
Pendant son pontificat (de 1724 à 1730), le pape Benoît XIII crée 29 cardinaux dans 12 consistoires. Parmi ces cardinaux on compte 23 italiens, deux français, un espagnol, un portugais, un autrichien  et un hongrois.

## Consistoire du 11 septembre 1724
- Giovanni Battista Altieri
- Alessandro Falconieri

## Consistoire du 20 novembre 1724
- Vincenzo Petra

## Consistoire du 20 décembre 1724
- Prospero Marefoschi
- Agostino Pipia

## Consistoire du 11 juin 1725
- Niccolò Coscia
- Niccolò del Giudice

## Consistoire du 11 septembre 1725
- André Hercule de Fleury

## Consistoire du 9 décembre 1726
- Angelo Maria Quirini
- Nicolò Maria Lercari
- Marco Antonio Ansidei
- in pectore Prospero Lorenzo Lambertini (futur pape Benoît XIV)
- Francesco Antonio Finy
- Lorenzo Cozza
- Gregorio Selleri
- Antonio Banchieri
- Carlo Collicola

## Consistoire du 26 novembre 1727
- Diego de Astorga y Cépedes
- Sigismund von Kollonitsch
- Philip Ludwig von Sinzendorf
- João da Motta e Silva

## Consistoire du 30 avril 1728
- Vincenzo Ludovico Gotti
- Leandro Porzia
- officialisation d'une création in pectore antérieure  Prospero Lorenzo Lambertini (futur pape Benoît XIV)

## Consistoire du 20 septembre 1728
- Pierluigi Carafa, iuniore
- Giuseppe Accoramboni

## Consistoire du 23 mars 1729
- Camillo Cibo

## Consistoire du 6 juillet 1729
- Francesco Scipione Maria Borghese
- Carlo Vincenzo Maria Ferreri Thaon

## Consistoire du 8 février 1730
- Alamanno Salviati

### Source
- Mirandas sur fiu.edu